# Землекоп
Землекоп (Bathyergus) — рід гризунів із родини землекопових (Bathyergidae), ендемік Південної Африки. 
Має два види: 
- Землекоп Намаква — Bathyergus janetta,
- Землекоп капський — Bathyergus suillus.